# The Black Parade
The Black Parade — концептуальный альбом, третья студийная работа квинтета из Нью-Джерси My Chemical Romance, выпущенный в октябре 2006 года под лейблом Reprise Records. Диск продюсировал Роб Кавалло (Rob Cavallo), известный по работе с Green Day. Альбом представляет собой рок-оперу, в котором главный герой, именуемый Пациентом, умирает от рака, размышляет о жизни после смерти и оглядывается на свою прошедшую жизнь. Это единственный студийный альбом группы, в котором на ударных играл Боб Брайар до его ухода из группы в 2010 году и смерти в 2024 году.
The Black Parade получил многочисленные положительные отзывы, а сингл «Welcome to the Black Parade» занял первое место в хит-параде Великобритании. Альбом занял второе место как в Billboard 200 and the UK Albums Chart, а также три раза получил статус платинового в RIAA, два раза был отмечен платиной в Великобритании, а также получил статус золотого в Аргентине и в Чили. The Black Parade получил награду Platinum Europe Award за миллион продаж в Европе, а его лимитированная версия принесла My Chemical Romance номинацию на премию Грэмми. С альбома было выпущено 4 сингла: «Welcome to the Black Parade», «Famous Last Words», «I Don’t Love You», и «Teenagers».
My Chemical Romance начали тур The Black Parade World Tour 22 февраля 2007 года в Манчестере, на площадке Verizon Wireless Arena. Во время тура было отыграно 138 выступлений по всему миру, как на фестивалях, так и в качестве отдельных концертов. Этот тур стал самым долгим и наиболее интернациональным в истории группы, и включал в себя выступления в Северной и Латинской Америке, Европе, Азии и Австралии.

## Об альбоме
The Black Parade — концептуальный альбом, представляет собой рок-оперу о персонаже, именуемом «Пациент». Это история о его умирании и о его размышлениях о прошедшей жизни. Пациент умирает, а смерть приходит за ним в облике Чёрного парада. Вся история основана на воспоминаниях солиста, Джерарда Уэя, о параде, который он видел однажды в детстве.
Кроме того, альбом отыгран от лица альтер эго My Chemical Romance — группы The Black Parade. До концерта в Мехико 7 октября 2007 года My Chemical Romance играли концерты в костюмах участников Black Parade — в чёрной походной униформе, похожей на ту, которую надевали The Beatles для альбома Sgt. Pepper’s Lonely Hearts Club Band (1967). Живое выступление было театральным, а Уэй был полностью в образе участника Чёрного парада. Его манеры напоминали исполнение Боба Гелдофа главной роли в фильме-адаптации альбома The Wall (1979) группы Pink Floyd, а также манеры Дэвида Боуи в роли Ziggy Stardust на одной сцене с Фредди Меркьюри. Также есть определённое сходство с группой Alice Cooper периода альбома «Welcome to My Nightmare».
Обложку для альбома нарисовал художник Джеймс Джин.

## Релиз и продвижение
31 июля 2006 года было объявлено о выпуске «The Black Parade». В августе группа снимала клип в Лос-Анджелесе на песню «Famous Last Words». Во время съёмок Уэй порвал связки, а Брайар получил ожоги на ноге. Брайар был госпитализирован, в результате чего группа отменила два концерта. 25 августа они выпустили видео заранее записанной пресс-конференции, в ходе которой раскрыли ряд подробностей об альбоме, таких как названия песен и информация о гастролях. 31 августа группа выступила на премьере MTV Video Music Awards в Нью-Йорке, дебютировав тогда ещё новой песней «Welcome to The Black Parade» во время своего выступления. Два дня спустя, песня была доступна для стриминга в аккаунте группы на MySpace. 12 сентября были обнародованы обложка альбома и трек-лист. Музыкальное видео на песню «Welcome to The Black Parade» было выпущено 28 сентября. 21 октября группа стала музыкальным гостем в эпизоде Saturday Night Live, где они исполнили «Welcome to The Black Parade» и «Cancer».
The Black Parade был доступен для стриминга 19 октября и был выпущен через Reprise 24 октября. В марте 2007 года группа сняла ещё одно музыкальное видео в Лос-Анджелесе, на этот раз для «Teenagers».

## Версии
Было выпущено несколько специальных выпусков альбома. На одном изображён белый текст на чёрном фоне, а на втором — чёрный текст на белом фоне. В третьей версии обычный буклет перевёрнут, на нём изображена картина парада, нарисованная художником-комиком Джеймсом Джином. Внутри буклета также есть лирический лист, фотография группы и персонажи из альбома.
Ограниченный тираж альбома был выпущен одновременно с оригинальным релизом. Он содержит тот же трек-лист, что и оригинальный релиз, но продаётся в коробке, обёрнутой чёрным вельветовым материалом. Она также включает в себя 64-страничную книгу, которая включает в себя концепт-арт Джерарда Уэйя и создание записей альбома.
Версия альбома, выпущенная в Японии, содержит иное содержание, чем другие издания. Он содержит 14 треков, но 14-й трек — это песня «Heaven Help Us» (которая была ранее выпущена с синглом «Welcome to The Black Parade»), а не песня «Blood». Японская версия также является усовершенствованным компакт-диском и включает в себя музыкальное видео «Welcome to The Black Parade».
11 декабря 2007 года The Black Parade был выпущен как виниловый альбом, впервые для группы. Были выпущены две версии, обычное издание и специальное издание. Оба содержат две пластинки. Первая запись обоих изданий имеет треки от одного до четырёх на стороне А, от пяти до семи на стороне Б. Вторая пластинка имеет треки от восьми до десяти на стороне А и от 11 до 13 на стороне Б. Специальное издание включает в себя скрытый трек «Blood», а обычное — нет. Специальное издание поставляется в футляре с двумя 15-страничными книгами. Было выпущено 2500 экземпляров специального издания и 3000 экземпляров обычного винилового издания.
В видеоигре Guitar Hero II (версия Xbox 360) песня «Dead!» была добавлена в трек-лист игры до более ранней версии PlayStation 2, а три песни «Teenagers», «Famous Last Words» и «This Is How I Disappear» доступны для скачивания.

#### Специальное издание в честь десятилетия альбома
20 июля 2016 года группа постнула на их официальных Твиттер и Фейсбук аккаунтах видео, на котором играло интро из песни «Welcome to the Black Parade», а в конце написана дата 9/23/16. Видео также было опубликовано на их YouTube аккаунте, видео называлось «MCRX». 23 сентября 2016 года, как и предполагалось, вышел микстейп группы The Black Parade/Living with Ghosts, который включал в себя все песни альбома The Black Parade и 11 демо и лайв-песен. За два месяца до релиза вышла ранняя версия трека «Welcome to the Black Parade», который назвали «The Five of Us Are Dying».

## Коммерческий успех
The Black Parade дебютировал на втором месте в США в Billboard 200 после Ханны Монтаны (2006). Он также дебютировал на втором месте в британском чарте альбомов, уступив Rudebox (2006) Робби Уильямса. За первую неделю альбом разошёлся тиражом 240 000 копий, что намного превысило продажи предыдущего альбома группы. «Welcome to The Black Parade» стал синглом номер один в чартах Великобритании. Альбом дебютировал на третьем месте в австралийском чарте Aria Albums и стал платиновым после продажи более 70 000 копий. Он дебютировал на вершине чартов в Новой Зеландии и тоже стал платиновым в стране с поставками более 15 000 экземпляров. В 2012 году The Black Parade стал платиновым по версии Международной федерации фонографической промышленности (IFPI) за миллион продаж в Европе, а также был сертифицирован тройной платиной RIAA за продажу более 1,1 миллиона копий. Он стал платиновым в Великобритании, и на сегодняшний день продалось там чуть более 600 000 единиц. Он получил золотые сертификаты как в Аргентине (CAPIF), так и в Чили (IFPI Chile).

## Концертные туры
Группа начала мировое турне Black Parade 22 февраля 2007 года в Манчестере, штат Нью-Гэмпшир, на арене Verizon Wireless Arena. В туре прошло 138 выступлений по всему миру, а также несколько фестивальных и концертных шоу. Шоу в Palacio de los Deportes в Мехико, Мексике, 7 октября 2007 года и в Maxwell’s в Хобокене, штат Нью-Джерси, 24 октября 2007 года были сняты для DVD «The Black Parade Is Dead!», который был выпущен 1 июля 2008 года.
В ходе этого тура My Chemical Romance пели The Black Parade для первой части своего выступления. Во время тура было несколько отмен, и некоторые участники покинули тур по личным или медицинским причинам. Шесть концертов были отменены с 29 апреля 2007 года по 4 мая 2007 года, после того как группа и съёмочная группа заболели пищевым отравлением. 11 января 2007 года Фрэнк Айеро покинул турне из-за неустановленной болезни. Его сменил гитарист группы Drive — Тодд Прайс. Майки Уэй взял отпуск, чтобы жениться и провести время со своей новой женой Алисией Симмонс, и был заменён гитаристом Мэттом Кортесом с 18 апреля 2007 года по 4 октября 2007 года. Боб Брайар получил травмы запястий во время тура, что привело к отмене шоу 27 октября 2007 года. Брайар покинул тур 9 ноября 2007 года, и его заменил друг группы Вагнер, пожелавший остаться неизвестным. После шоу 11 ноября 2007 года в Ньюкасле Фрэнк Айеро покинул тур, чтобы вернуться домой, узнав о болезни одного из членов семьи. Его сменил Мэтт Кортес.

## Список композиций
Слова и музыка всех песен — My Chemical Romance.
| №                   | Название                            | Длительность |
| ------------------- | ----------------------------------- | ------------ |
| 1.                  | «The End»                           | 1:53         |
| 2.                  | «Dead!»                             | 3:16         |
| 3.                  | «This Is How I Disappear»           | 3:59         |
| 4.                  | «The Sharpest Lives»                | 3:20         |
| 5.                  | «Welcome to the Black Parade»       | 5:11         |
| 6.                  | «I Don't Love You»                  | 3:58         |
| 7.                  | «House of Wolves»                   | 3:04         |
| 8.                  | «Cancer»                            | 2:22         |
| 9.                  | «Mama» (совместно с Лайзой Минелли) | 4:39         |
| 10.                 | «Sleep»                             | 4:43         |
| 11.                 | «Teenagers»                         | 2:42         |
| 12.                 | «Disenchanted»                      | 4:55         |
| 13.                 | «Famous Last Words»                 | 4:59         |
| 14.                 | «Blood» (hidden track, c 1:30)      | 2:53         |
| Общая длительность: | Общая длительность:                 | 51:53        |

| №                   | Название                                          | Длительность |
| ------------------- | ------------------------------------------------- | ------------ |
| 14.                 | «Heaven Help Us»                                  | 2:55         |
| 15.                 | «Welcome to the Black Parade» (музыкальное видео) | 5:14         |
| Общая длительность: | Общая длительность:                               | 56:27        |

| №                   | Название                                               | Длительность |
| ------------------- | ------------------------------------------------------ | ------------ |
| 15.                 | «My Way Home is Through You»                           | 2:58         |
| 16.                 | «Kill All Your Friends»                                | 4:28         |
| 17.                 | «Heaven Help Us»                                       | 2:55         |
| 18.                 | «Welcome to the Black Parade» (музыкальное видео)      | 5:14         |
| 19.                 | «Teenagers» (музыкальное видео)                        | 2:51         |
| 20.                 | «Famous Last Words» (музыкальное видео)                | 4:21         |
| 21.                 | «My Chemical Romance Welcomes You to the Black Parade» | 39:28        |
| Общая длительность: | Общая длительность:                                    | 2:13:26      |

| №                   | Название                                    | Длительность |
| ------------------- | ------------------------------------------- | ------------ |
| 1.                  | «The Five of Us Are Dying» (rough mix)      | 3:49         |
| 2.                  | «Kill All Your Friends» (live demo)         | 4:22         |
| 3.                  | «Party at the End of the World» (live demo) | 2:47         |
| 4.                  | «Mama» (live demo)                          | 4:00         |
| 5.                  | «My Way Home Is Through You» (live demo)    | 2:45         |
| 6.                  | «Not That Kind of Girl» (live demo)         | 3:03         |
| 7.                  | «House of Wolves (version 1)» (live demo)   | 4:03         |
| 8.                  | «House of Wolves (version 2)» (live demo)   | 2:52         |
| 9.                  | «Emily» (rough mix)                         | 3:12         |
| 10.                 | «Disenchanted» (live demo)                  | 4:02         |
| 11.                 | «All the Angels» (live demo)                | 3:14         |
| Общая длительность: | Общая длительность:                         | 38:18        |

## Участники записи

### Группа
- Джерард Уэй — вокал
- Рэй Торо — соло-гитара, бэк-вокал, акустическая гитара на «Disenchanted» и «I don’t love you», бас-гитара на «Cancer»
- Фрэнк Айеро — ритм-гитара, бэк-вокал, акустическая гитара на «Cancer»
- Майки Уэй — бас-гитара
- Боб Брайар — ударные, перкуссия

### Другие участники
- Роб Кавалло — фортепиано
- Джейми Муоберак — орган, клавишные, фортепиано на «Blood»
- Лайза Миннелли — дополнительный вокал на «Mama»
- Дэвид Кэмпбелл — струнные и духовые аранжировки

## Чарты
| Чарт (2006—2019)                        | Высшая позиция |
| --------------------------------------- | -------------- |
| Австралия (ARIA)                        | 3              |
| Австрия (Ö3 Austria)                    | 4              |
| Бельгия/Фландрия (Ultratop)             | 33             |
| Бельгия/Валлония (Ultratop)             | 91             |
| Канада (Canadian Albums Chart)          | 2              |
| Дания (Hitlisten)                       | 29             |
| Нидерланды (Album Top 100)              | 39             |
| Финляндия (Suomen virallinen lista)     | 11             |
| Франция (SNEP)                          | 69             |
| Германия (Offizielle Top 100)           | 11             |
| Ирландия (IRMA)                         | 5              |
| Италия (Classifica album)               | 20             |
| Новая Зеландия (RMNZ)                   | 1              |
| Норвегия (VG-lista)                     | 11             |
| Шотландия (Scottish Albums Chart)       | 3              |
| Швеция (Sverigetopplistan)              | 4              |
| Швейцария (Schweizer Hitparade)         | 18             |
| Китайская Республика (Taiwanese Albums) | 11             |
| Великобритания (UK Albums Chart)        | 2              |
| США (Billboard 200)                     | 2              |
| США (Billboard Digital Albums)          | 6              |
| США (Billboard Top Rock Albums)         | 1              |
| США (Billboard Top Tastemaker Albums)   | 1              |

| Сингл                       | Год  | Hot 100 | Pop 100 | Modern Rock | Mainstream Rock | UK |
| --------------------------- | ---- | ------- | ------- | ----------- | --------------- | -- |
| Welcome to the Black Parade | 2006 | 13      | 16      | 1           | 27              | 1  |
| Famous Last Words           | 2007 |         |         |             |                 | 8  |
| I Don't Love You            | 2007 |         |         |             |                 | 13 |
| Teenagers                   | 2007 |         |         |             |                 | 9  |

## Сертификации
| Регион | Сертификация  | Продажи    |
| --- | ------------- | ---------- |
| Аргентина (CAPIF) | Золотой       | 30 000^    |
| Австралия (ARIA) | Платиновый    | 70 000^    |
| Канада (Music Canada) | Платиновый    | 100 000^   |
| Чили | Золотой       | 7,500      |
| Ирландия (IRMA) | Платиновый    | 15 000^    |
| Япония (RIAJ) | Платиновый    | 250 000^   |
| Мексика (AMPROFON) | Золотой       | 50 000^    |
| Новая Зеландия (RMNZ) | 3× Платиновый | 45 000     |
| Великобритания (BPI) | 3× Платиновый | 900 000    |
| США (RIAA) | 3× Платиновый | 3 000 000  |
| Итого |               |            |
| Европа (IFPI) | Платиновый    | 1 000 000* |
| * Данные о продажах приведены только на основе сертификации. · ^ Данные о тиражах приведены только на основе сертификации. · Данные о продажах + прослушиваниях приведены только на основе сертификации. |               |            |